# Balesetbiztosítás
A balesetbiztosítás olyan biztosítási szerződés, amely baleset bekövetkezése esetén nyújt szolgáltatást a biztosított, vagy annak halála esetén, még a biztosított életében, az általa megjelölt kedvezményezett személy részére, vagy ilyen rendelkezés hiányában a törvényes örökös(ök) részére. Balesetbiztosítás esetén a baleset a biztosított személy akaratától független, hirtelen fellépő külső behatást jelenti, amely következtében a biztosított múlékony sérülést (pl. csonttörés), maradandó egészségkárosodást szenved, vagy egy éven belül elhalálozik.  Fontos azonban, hogy biztosítónként és ajánlatonként változhat, hogy milyen múlékony sérülés esetén számíthat kártérítésre a biztosított.